# Калінінград (аеропорт)
Аеропорт Храброво або Аеропорт Калінінград — аеродром спільного базування, зокрема тут розташований аеропорт, що обслуговує місто Калінінград, розташований за 24 км на північ від міста в районі селища Храброво. 
Крім цивільної авіації, використовується авіацією Міністерства оборони РФ, ФСБ РФ, МНС РФ та Росгвардії. Також тут базується 398-а окрема транспортна ескадрилья Балтійського флоту ВМФ РФ (Ан-24, Ан-26).

## Історія

### Аеродром Повунден
Після Першої світової війни, коли за Версальським мирним договором 1919 року Польщі було передано частину території Західної Пруссії, що отримала назву Польський коридор, Східна Пруссія перетворилася на напівексклав Вільної держави Пруссія Веймарської республіки. Світова економічна криза, що почалася в 1929 році, особливо сильно торкнулася Німеччини. 1933 року після приходу до влади націонал-соціалістів на чолі з Адольфом Гітлером у країні почалися реформи, спрямовані на відновлення економіки. У тому ж році рейхсканцлер Гітлер змінив оберпрезидента Східної Пруссії замість Вільгельма Кучера на посаду було призначено гауляйтера НСДАП Еріха Коха. 16 березня 1935 року Німеччина відмовилася виконувати положення Версальського договору про демілітаризацію та відновила свій військовий суверенітет. З цього року розпочалася мілітаризація німецької економіки.
У 1935 році в Східній Пруссії поблизу прусського селянського села Повунден , що входило в район нім. Königsberg, була побудована злітно-посадкова смуга 1400х1200 м, створений аеродром Повунден (нім. Fliegerhorst Powunden).
Під час Другої світової війни з літа 1943 року на ньому дислокувалася п'ята ескадра «нічних мисливців» (нім. Nachtjagd) Люфтваффе.  У серпні 1943 року на аеродромі в Інстербурзі сформували групу V 5-ї ескадри нічних винищувачів Люфтваффе (V./NJG 5); дві їх ескадрильї базувалися на аеродромі Повунден. 

### Радянський військовий аеродром
27 січня 1945 року під час Східно-Прусської операції радянські війська зайняли аеродром Повунден. З 5 по 25 лютого 1945 року на аеродромі базувався полк «Нормандія - Німан». З 1945 аеродром Повунден почав використовуватися радянськими ВПС. Аеропорт цивільного повітряного флоту в Кенігсберзі був утворений у жовтні 1945 року на базі аеропорту Девау, одного з найстаріших у Європі. У липні 1946 року і селище, і аеродром Повунден були перейменовані в Хороброве, місто Кенігсберг — Калінінград, а аеропорт у ньому, відповідно, Калінінградський.
На початку 1950-х років на аеродромі Храброво було споруджено бетонну злітно-посадкову смугу завдовжки 2000 метрів та руліжні доріжки.

### Коротко історичні віхи
- 1922 - спільне радянсько-німецьке підприємство Deruluft починає перші регулярні польоти за міжнародним маршрутом, Кенігсберг (аеропорт Девау) - Москва
- 1945  - Все майно переходить у власність  цивільної авіації СРСР.
- 1961  - Сформована об'єднана авіаційна ескадрилья на базі аеропорту та авіакомпанії.
- 1977  - Починають експлуатуватися літаки Ту-134.
- 1979  - В Храброво побудовано пасажирський термінал.
- 1988  - Починають експлуатуватися літаки Ту-154.
- Липень  2004 — починаються роботи у зв'язку з будівництвом нового пасажирського термінала.
- Жовтень  2004 — початок реконструкції злітно-посадкової смуги, фасадної частини аеропорту, навігаційного  обладнання.
- Серпень  2007 — введена в експлуатацію перша черга нового аеровокзального комплексу в аеропорту Храброво, пропускною спроможністю 3 000 000 пасажирів на рік.
- Липень 2017 — побудовано та здано в експлуатацію новий термінал аеропорту.

## Аеропорт

### Авіалінії та напрямки, серпень 2019
| Авіакомпанія          | Пункт призначення                                     |
| --------------------- | ----------------------------------------------------- |
| Aeroflot              | Москва-Шереметьєво                                    |
| airBaltic             | Рига                                                  |
| Азимут                | Калуга, Краснодар (з 20 вересня 2019), Ростов-на-Дону |
| Azur Air              | Сезонний чартер: Даламан                              |
| Belavia               | Мінськ Сезонний: Брест, Гомель                        |
| LOT Polish Airlines   | Варшава-Шопен                                         |
| Pobeda                | Москва-Внуково, Ст Петербург                          |
| Rossiya Airlines      | Москва-Шереметьєво, Ст Петербург                      |
| RusLine               | Бєлгород, Воронеж, Липецьк                            |
| S7 Airlines           | Москва-Домодєдово                                     |
| Severstal Air Company | Череповець                                            |
| Smartavia             | Сезонний: Архангельськ, Мурманськ, Сочі               |
| Ural Airlines         | Москва-Домодєдово, Ст Петербург, Єкатеринбург         |
| Utair                 | Москва-Внуково                                        |
| UVT Aero              | Казань, Нижньовартовськ, Перм, Волгоград              |
| Uzbekistan Airways    | Ташкент                                               |

### Наземний транспорт
Міський автобус № 144 (Кенигтрансавто) сполучає аеропорт з Калінінградським головним автобусним/залізничним вокзалом.

### Статистика
| Рік  | Пасажирообіг | % Зміна |
| ---- | ------------ | ------- |
| 2010 | 1,024,000    | ▬       |
| 2011 | 1,229,017    | ▲ 20%   |
| 2012 | 1,188,422    | ▼ 3.3%  |
| 2013 | 1,314,046    | ▲ 10.6% |
| 2014 | 1,460,054    | ▲ 11.1% |
| 2015 | 1,542,360    | ▲ 5.6%  |
| 2016 | 1,570,854    | ▲ 1.8%  |
| 2017 | 1,780,000    | ▲ 13.9% |